# Борха-и-Армендия, Хуан де
Хуан Бонавентура де Борха-и-Армендия (исп. Juan de Borja y Armendia; 1564—1628) — испанский судебный и колониальный чиновник. Председатель королевского суда Санта Фе де Богота, фактический владыка Новой Гранады (ныне — Колумбия) (1605—1628).

## Биография
Испанский дворянин. Сын Фернандо де Борха Арагона и Кастро. Представитель каталонского рода Борха. Внук герцога Гандийского святого Франциско Борджа, 3-го главы ордена иезуитов.
Обучался в Университете Алькалы в Алькала-де-Энарес, стал бакалавром в области искусств. Затем изучал право в Университете Саламанки.
В 1604 году был узаконен испанским королём Филиппом III в правах потомства Франциско Борджа.
Сделал карьеру в Новом Свете. Служил на разных должностях в Новом королевстве Гранада.
В 1605 году стал президентом Королевской аудиенсии и канцелярии Санта-Фе де Боготы, суда апелляционной инстанции и административной структуры в Испанской Америке. Правил на протяжении почти 23-х лет.
Провёл несколько кампаний против коренных жителей этих территорий, в частности, в 1605—1615 годах умиротворение народа Пиджао (Pijao). Создал Трибунал Святой Инквизиции в Картахене.
В 1605 году он создал Трибунал де Куэнтас-де-Сантафе, а в 1620 году королевским указом учредил Монетный двор для Нового королевства Гранады.
Награждён Рыцарским Орденом Сантьяго (1610).